# Continental Connection

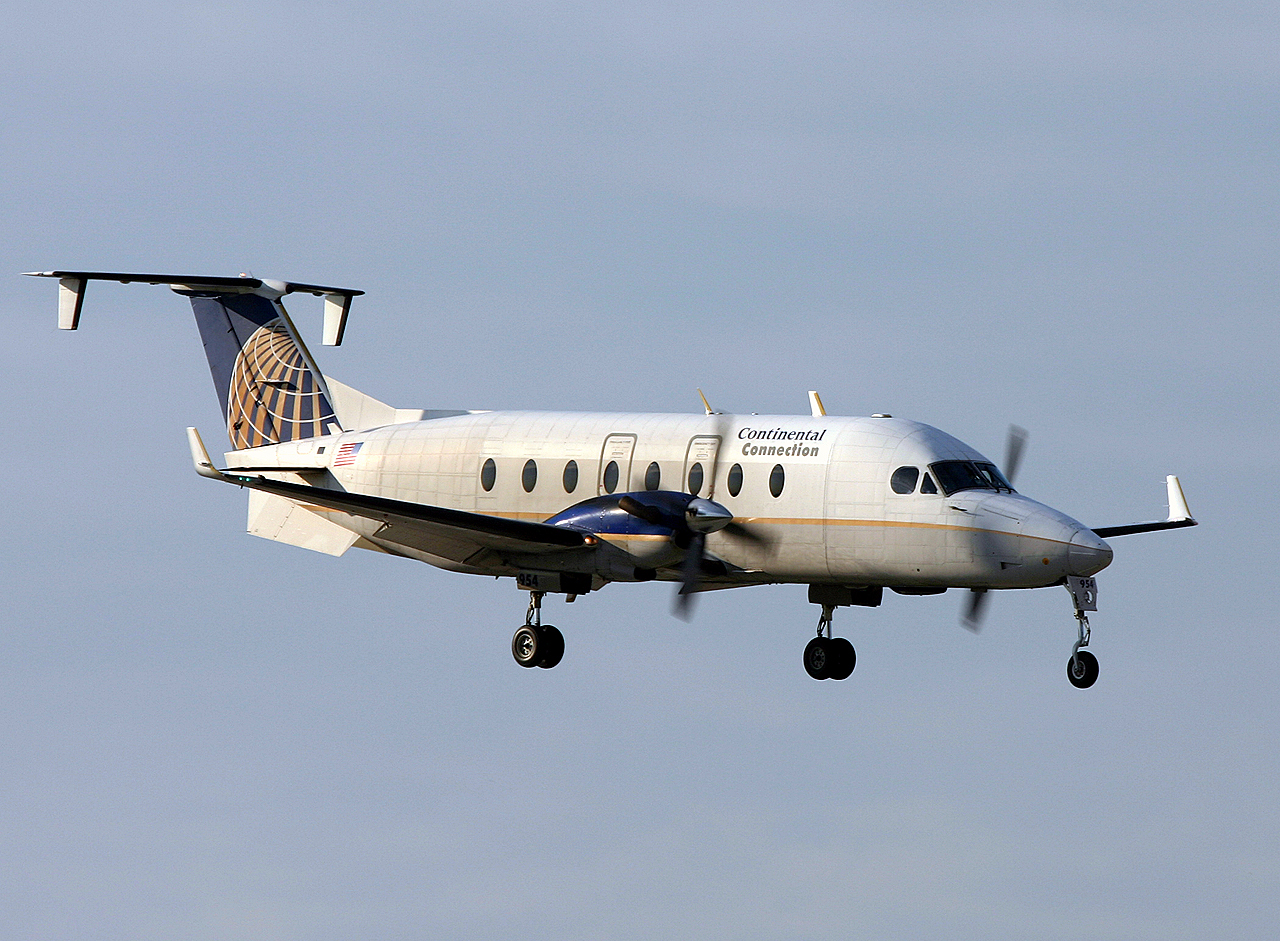
Літак у лівреї Continental Connection

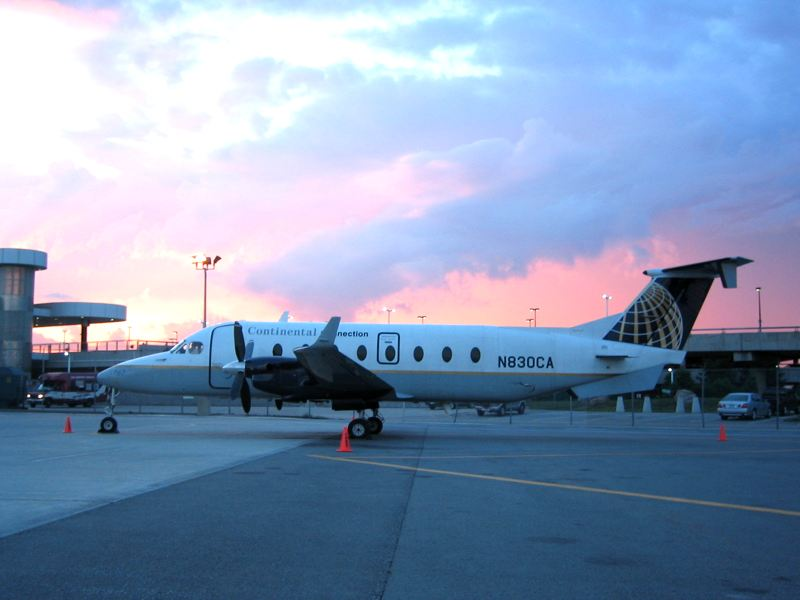
Beechcraft 1900D компанії CommutAir в лівреї Continental Connection

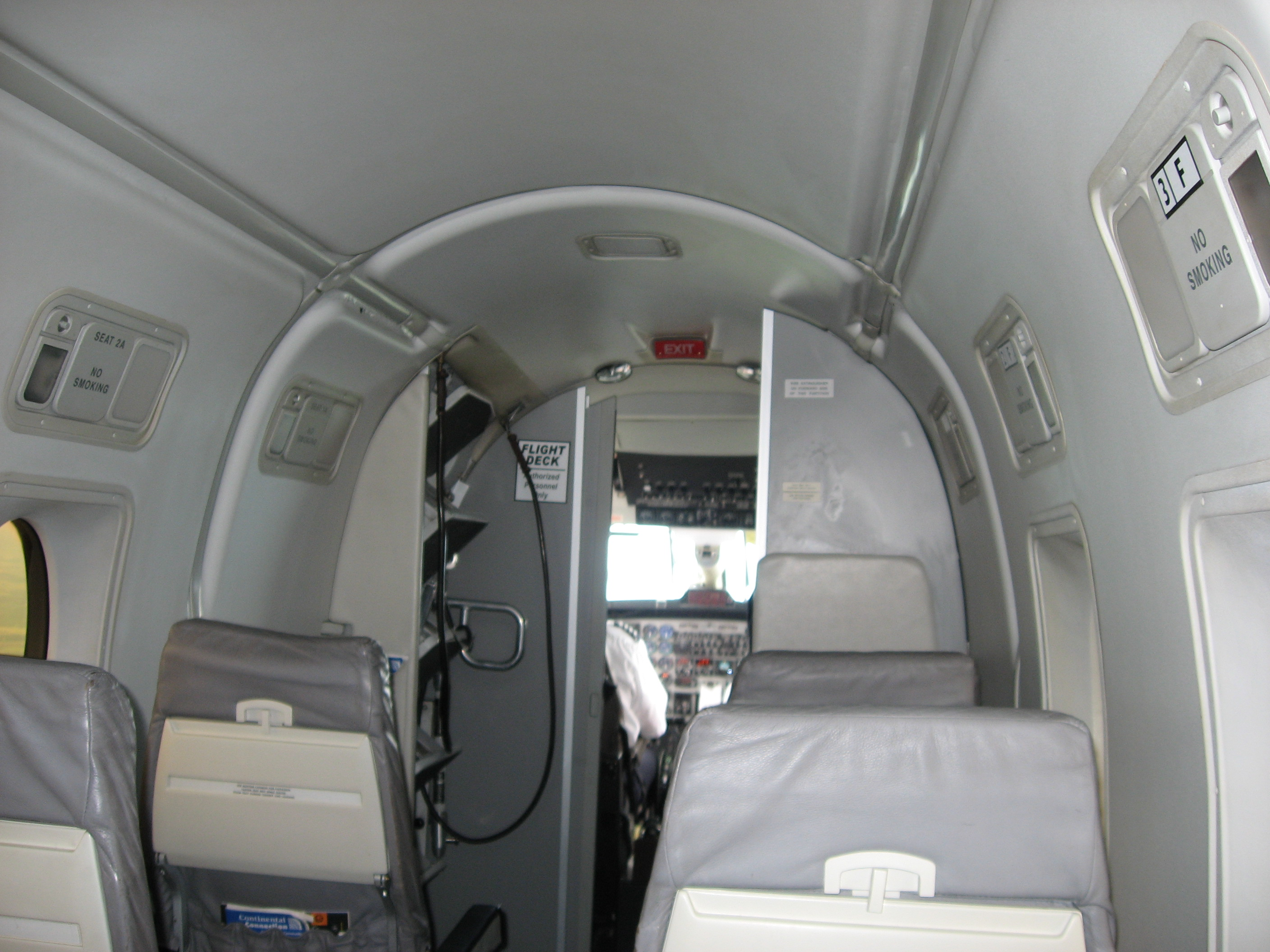
Інтер'єр пасажирської кабіни літака Beechcraft 1900D авіакомпанії CommutAir

Continental Connection — торгова марка (бренд) авіакомпанії Continental Airlines, що використовується невеликими авіаперевізниками США для роботи на авіалініях місцевого значення. Всі літаки, що літають під брендом Continental Connection, є турбогвинтовими літаками, на відміну від реактивних лайнерів регіональних авіакомпаній ExpressJet Airlines і Chautauqua Airlines, що працюють під іншою торговою маркою Continental Express.
На всі рейси під брендом Continental Connection поширюється бонусна програма заохочення часто літаючих пасажирів OnePass.

## Регіональні авіаперевізники
- Cape Air
- Colgan Air
- CommutAir
- Gulfstream International Airlines

## Номери рейсів
На рейсах Continental Connection діє наступна система розподілу номерів:
- 9356-9400 — оператор Cape Air
- 9596-9606 — оператор Cape Air в Мікронезії
- 8635-8835 — оператор CommutAir
- 9514-9584 — оператор Colgan Air
- 9120-9310 — оператор Gulfstream International Airlines

## Інциденти та нещасні випадки
- 12 лютого 2009 року, рейс 3407 Ньюарк (Нью-Джерсі) - Баффало (Нью-Йорк) авіакомпанії Colgan Air, Bombardier Dash 8 реєстраційний N200WQ. При заході на посадку в Міжнародний аеропорт Буффало Ніагара літак врізався в житловий будинок. Загинуло 50 осіб, включаючи одного людини на землі[1].